# 戴蒙德鎮區 (阿肯色州錫巴斯琴縣)
戴蒙德鎮區（英語：Diamond Township）是位於美國阿肯色州錫巴斯琴縣的一個行政鎮區。

## 地方資料
戴蒙德鎮區的面積為34.88平方千米，當中陸地面積為34.30平方千米，而水域面積為0.58平方千米。根據2010年美國人口普查的數據，當地共有人口1156人，而人口密度為每平方千米33.14人。